# Scharhörn (Schiff, 1974)
Die Scharhörn ist ein Schadstoffunfall-Bekämpfungsschiff der Wasserstraßen- und Schifffahrtsverwaltung des Bundes. Sie wird vom Reedereizentrum der Wasserstraßen- und Schifffahrtsverwaltung betrieben. Das Schiff wird eingesetzt als Tonnenleger und zur Unterhaltung von Schifffahrtszeichen (Schifffahrtszeichenfahrzeug), zur Schadstoffunfallbekämpfung, Brandbekämpfung, für Hilfeleistungen auf See (insbesondere das Notschleppen) und für schifffahrtspolizeiliche Aufgaben. Es trägt den Namen der Insel Scharhörn im Mündungsgebiet der Elbe.

## Allgemeines
Die Scharhörn ist für den Einsatz als Schifffahrtszeichenfahrzeug mit einem Tonnenkran ausgerüstet, der je nach Auslage zwischen 5 und 12 t heben kann. Für die Brandbekämpfung verfügt das Schiff über insgesamt fünf Löschkanonen (Monitore). Zwei davon können von der Brücke des Schiffes aus ferngesteuert werden. An Bord befindet sich ein Behandlungsraum mit vollständiger Notarztausrüstung.
Das Schiff wurde im Jahr 1974 unter dem Namen Ostertor unter der Baunummer 1112 auf der Rheinwerft Walsum für die damalige VTG Versorgungsschiffahrt G.m.b.H., Bremen, gebaut. Sie war einer von 14 Bohrinsel-Versorgern des Typs 4500 PSV. Im November wurde sie an die Wasser- und Schifffahrtsdirektion Nord in Kiel verkauft. 1982 wurde sie auf der Elsflether Werft zum heutigen Mehrzweckschiff Scharhörn umgebaut. Damit ist sie das älteste der vier Mehrzweckschiffe des Bundes und der Prototyp für die weiteren Schiffe dieser Art.
Die Scharhörn unterstand zunächst dem Wasser- und Schifffahrtsamt Cuxhaven und wurde in der Deutschen Bucht eingesetzt. 1998 wurde sie durch die Neuwerk ersetzt und dem damaligen Wasser- und Schifffahrtsamt Lübeck unterstellt. Ihr Einsatzgebiet ist die westliche Ostsee von Flensburg bis zum Leuchtturm Buk in der Mecklenburger Bucht.
Angetrieben wird das Schiff durch zwei Zwölfzylinder-Viertakt-Dieselmotoren des Herstellers MTU, die über eine Leistung von je 1320 kW verfügen. Die beiden Motoren wirken jeweils auf einen Verstellpropeller. Weiterhin verfügt das Schiff über ein Bugstrahlruder.

## Ersatz
Die Scharhörn wird 2025 durch das Typschiff der neuen Scharhörn-Klasse ersetzt.